# Madame Sans-Gêne (commedia)
Madame Sans-Gêne (scritto Madame Sans Gêne da alcuni editori) è una commedia a sfondo storico in tre atti di Victorien Sardou e Émile Moreau, la cui prima rappresentazione avvenne il 27 ottobre 1893 al théâtre du Vaudeville di Parigi.

## Trama

### Primo atto
Parigi 1792. Catherine Hubscher è una lavandaia fidanzata con il sergente Lefebvre. Ella è nota per il suo parlare schietto, che le è valso il soprannome di « Madame Sans-Gêne ». Al momento della presa delle Tuileries, salva la vita ad un giovane nobile austriaco, il conte di Neipperg.

### Secondo atto
Trascorsi molti anni Lefebvre è divenuto maresciallo dell'Impero e duca di Danzica. I Lefebvre ricevono la visita del loro amico Neipperg che, condannato all'esilio, desidera dar loro un addio. Solo con la duchessa, racconta le motivazioni del suo esilio: ha avuto una storia con una donna sposata ad un personaggio molto in vista alla corte di Francia... La sera, la duchessa Caterina deve ricevere le sorelle dell'Imperatore. Per prepararsi prende lezioni da un cortigiano, che le ha insegnato l'arte della "smorfia" e della riverenza.
Al ricevimento, Caterina mette al loro posto le sorelle dell'Imperatore rinfacciando le loro origini popolari e criticando le dame di corte che raccolgono le loro corone nel sangue" (di coloro che combattono per l'Impero). Napoleone, che ha avuto sentore della questione è esasperato dalla mancanza di distinzione della duchessa e chiede a Lefebvre di divorziare da lei, proprio come egli ha fatto con Joséphine de Beauharnais. Lefebvre rifiuta e la duchessa viene convocata dall'imperatore.

### Terzo atto
La duchessa riesce a convincere Napoleone a non obbligarla al divorzio. Ricorda all'Imperatore la storia della sua carriera come vivandiera durante le campagne europee condotte dallo stesso, il suo servizio nell'esercito, e la sua seduzione sullo stesso Napoleone che cercava di farle delle avances. Caterina ricorda ancora all'imperatore il passato di caporale, ricordandogli che egli è ancora debitore nei suoi confronti di alcuni servizi di lavaggio e stiratura dei suoi indumenti.
Nel frattempo, arriva al palazzo il conte Neipperg per dire addio alla sua amante, che non è altro che l'imperatrice Maria Luisa, prima di partire per l'esilio. Incontra l'Imperatore che decide di farlo mettere a morte. La duchessa e Fouché riflettono su come risparmiargli la vita, mentre Lefebvre è destinato a guidare il plotone di esecuzione. La duchessa è messa in difficoltà dalla rivelazione della sua amicizia per Neipperg. A seguito di una missiva intercettata, Napoleone si convince della innocenza di Neipperg e lo grazia. Savary viene rimosso dal suo ministero che viene assegnato a Fouché, l'imperatrice risulta innocente, e Lefebvre ritrova il favore dell'imperatore.

## Adattamenti
Madame Sans-Gêne ebbe una leggendaria storia in Francia. Essa è basata sul personaggio di Cathérine Hübscher, nata nel Goldbach-Altenbach (Haut-Rhin) nel 1753. Iniziò come lavandaia dei vestiti di Napoleone quando era un semplice caporale. Sposò François Joseph Lefebvre, un sergente dell'esercito divenuto poi Maresciallo di Francia e successivamente elevato, da Napoleone I, al rango di duca di Danzica. Era conosciuta con il soprannome di Madame Sans-Gêne, (letteralmente signora senza imbarazzo) a causa del suo comportamento, della libertà di parola e della mancanza di buone maniere a corte.
La commedia di Sardou e Moreau divenne estremamente popolare e venne trasformata in romanzo da Raymond Lepelletier.
Il ruolo della protagonista, a teatro, venne interpretato da Réjane, in Francia, Inghilterra e a New York dove venne rappresentata, due volte, nel 1900 e nel 1911.
Nel 1925 la star del film muto Gloria Swanson interpretò il ruolo nel film Madame Sans-Gêne, ottenendo grande successo internazionale.
Nel 1941 venne interpretata da Arletty e nel 1945 divenne la protagonista di un film argentino. 
Nel 1961 fu girato un altro adattamento cinematografico, Madame Sans-Gêne, di produzione italo-franco-iberica, diretto da Christian-Jaque in cui il ruolo protagonista fu affidato a Sophia Loren.

### Opera
Il 25 gennaio 1915 venne rappresentata al teatro Metropolitan Opera House di New York l'opera lirica Madame Sans-Gêne di Umberto Giordano, su libretto di Renato Simoni tratto dalla commedia.

## Rappresentazioni italiane

Caterina (Elsa Merlini) e le sorelle dell'Imperatore (1958)

La prima in Italia è stata la tournée europea della troupe originale francese al Teatro Carignano di Torino (22 gennaio 1896) e al Teatro Filodrammatici di Milano (27 gennaio 1896).
La prima in lingua italiana, nella traduzione di Marco Praga, è stata il 7 novembre 1900 al Teatro Goldoni di Venezia, con Virginia Reiter (Caterina) e Luigi Carini (Napoleone).
Successivamente è stata riproposta, nella riduzione di Eligio Possenti, l'8 novembre 1958 al Teatro Manzoni di Milano, per la regia di Giacomo Vaccari, scene e costumi di Attilio Colonnello, musiche di Luciano Chailly; con Elsa Merlini (Caterina), Nino Pavese (Napoleone), Wilma Casagrande (Carolina), Adriana Innocenti (Elisa), Paolo Carlini (Neipperg), Pietro Privitera (Fouché); trasmessa dalla Rai il 4 maggio 1959.